# Rhipsalis floccosa subsp. pulvinigera
A Rhipsalis floccosa subsp. pulvinigera egy Brazília területén elterjedt epifita kaktusz.

## Jellemzői
Kezdetben felegyenesedő, majd idősebb korban csüngő habitusú növény, néha a 3–5 m hosszúságot elérő hosszúsággal. Ágai világoszöldek, vöröses színeződéssel az areolák körül, átmérőjük 5–7 mm. Terminális ágai 3-5-ös csoportokat képeznek. Virágai fiatalon fehérek, később megsárgulnak, 20 mm szélesek. Pericarpiuma a szárba süllyed. Termése fehéres-vöröses, gömbölyű, 8 mm átmérőjű bogyó.

## Elterjedése
Dél- és Délkelet-Brazília: Minas Gerais, Espirito Santo, Rio de Janeiro, São Paulo, Paraná, Santa Catarina, Rio Grande do Sul államok. Atlantikus és lombhullató erdők 1800 m tengerszint feletti magasságig.